# Kathleen Mitchell Award
Der Kathleen Mitchell Award ist ein nach seiner Stifterin benannter Literaturpreis, der seit 1996 an junge (unter 30 Jahre alte) australische Autoren vergeben wird.
Sein Ziel ist die Förderung, Anhebung und Verbesserung der australischen Literatur. Er wird alle zwei Jahre durch eine dreiköpfige Jury verliehen und startete 1996 mit einem Preisgeld von $A 7.500. Bis 2012 wuchs das Preisgeld auf $A 15.000 und 2014 wurde es auf $A 20.000 angehoben. Nachdem 2016 keine Preisverleihung stattgefunden hatte, wurde er 2019 wieder mit einem Preisgeld von $15.000 verliehen.

## Preisträger
- 2019: Holden Sheppard, Invisible Boys
- 2016: nicht vergeben
- 2014: Majok Tulba, Beneath the Darkening Sky
- 2012: Melanie Joosten, Berlin Syndrome
- 2010: Nam Le, The Boat
- 2008: Randa Abdel-Fattah, Ten Things I Hate About Me
- 2006: Markus Zusak, The Book Thief (dt. Die Bücherdiebin)
- 2004: Lucy Lehmann, The Showgirl and the Brumby
- 2002: (nicht verliehen)
- 2000: Julia Leigh, The Hunter
- 1998: James Bradley, Wrack
- 1996: Sonya Hartnett, Sleeping Dogs (dt. Schlafende Hunde)